# Anthony Olubunmi Okogie
Anthony Olubunmi Okogie (Lagos, 16 de junho de 1936) é um cardeal nigeriano da Igreja Católica, arcebispo emérito de Lagos.

## Biografia
De uma família real de Uromi no Estado de Edo, é o  primeiro filho do príncipe Michael Ohigbom Okogie, de Ishan, e Lucy Adunni Okogie (nascida Afolabi), uma princesa iorubá. Seu pai pertencia ao grupo étnico Esan e sua mãe aos iorubás.
Iniciou seus estudos na Escola Santa Cruz e mais tarde na Saint Patrick's Primary School, Sapele, no atual Delta State. Ele estava no ensino secundário no Colégio de São Gregório, em Lagos, quando demonstrou interesse pela vocação sacerdotal e acabou transferido para o Seminário Menor de Santa Teresa, em Ibadan; após sua formação no Seminário Menor, foi para o Seminário Maior São Pedro e Paulo, de Ibadan (filosofia e teologia) e depois, foi enviado à Pontifícia Universidade Urbaniana de Roma, em 1963, onde obteve a licenciatura em teologia em 1966.

## Vida religiosa
Recebeu a ordenação presbiteral em 11 de dezembro de 1966, em Lagos, pelo arcebispo John Kwao Amuzu Aggey de Lagos, sendo incardinado na arquidiocese de Lagos. Foi coadjutor da paróquia da Catedral, vigário econômico da paróquia de São Patrício de Idumagbo, diretor diocesano das escolas católicas e da Obra Vocacional responsável pelos programas de rádio do Nacional Rádio-Televisão. Também esteve na frente de guerra durante a Guerra Civil da Nigéria aconselhando soldados e transmitindo programas religiosos, além de professor de religião ma King's College, membro da o Senado Episcopal e Membro da Comissão Pastoral.
Foi nomeado pelo Papa Paulo VI como bispo auxiliar de Oyo em 5 de junho de 1971, recebendo a ordenação episcopal como bispo titular de Mascula em 29 de agosto do mesmo ano, na Catedral de São Bento de Oṣogbo, por Owen McCoy, M. Afr., bispo de Oyo, assistido por Anthony Saliu Sanusi, bispo de Ijebu-Ode, e por Alexius Obabu Makozi, bispo auxiliar de Lokoja.
Em 19 de setembro de 1972, foi transferido como bispo auxiliar para a Arquidiocese de Lagos. Em 13 de abril de 1973, foi promovido a arcebispo da mesma arquidiocese, fazendo sua entrada solene em 17 de junho seguinte. Foi o presidente da Conferência Episcopal da Nigéria (CBCN), entre 1994 e 2000. Também foi presidente da Associação Cristã da Nigéria (CAN), numa altura em que as então juntas militares foram confrontadas com políticas controversas sobre a separação entre Estado e religião.
Foi anunciado que seria criado cardeal pelo Papa João Paulo II em 28 de setembro de 2003, no Consistório de 21 de outubro, recebendo o título de cardeal-presbítero de Santa Maria del Monte Carmelo a Mostacciano, sendo-lhe imposto o barrete cardinalício nesta data. Em um episódio na Nigéria, ofereceu-se para dar a vida no lugar de uma mulher muçulmana que foi condenada à morte por apedrejamento por um tribunal islâmico pelo crime de adultério. Ele se ofereceu para pagar a sentença imposta à mulher, Safiya Hussainii Tungar-Tudu, no estado de Sokoto em um caso que gerou revolta internacional; a mulher foi liberada. Em 25 de maio de 2012, teve a sua renúncia ao governo pastoral aceite.
Em 2021, fez um duro comunicado direcionado às forças políticas, por conta da situação após a eleição presidencial da Nigéria em 2019, afirmando que "os nigerianos foram vítimas de uma política suja e perversa, cujos atores se envolvem e armam suas milícias durante a temporada de campanha eleitoral, não conseguem desarmá-los e não conseguem liquidar as dívidas que lhes são devidas após a campanha." Complementou o comunicado afirmando que "a Nigéria precisa urgentemente de uma liderança responsável e competente. Precisamos de líderes que se unam, não daqueles que dividem para chegar ao poder e consolidar o poder. A Nigéria não precisa de líderes que dividam e explorem a divisão. Precisamos urgentemente de um líder que presidirá à nossa diversidade étnica e religiosa para nos unirmos e não dividirmos. Volto a perguntar: quem é o dono da terra? Por que nosso governo não foi capaz de proteger esta terra e seus habitantes? Por que os nigerianos não estão mais seguros em um país que chamam de seu? Por que razão é que os nossos agentes de segurança dispersaram ansiosa e vigorosamente jovens nigerianos indefesos, protestando pacificamente contra as iniquidades dos mesmos agentes, apenas para falhar ou recusar-se a deter aqueles que nos aterrorizam dia e noite?"

### Conclaves
- Conclave de 2005 - participou da eleição de Joseph Ratzinger como Papa Bento XVI
- Conclave de 2013 - participou da eleição de Jorge Mario Bergoglio como Papa Francisco